# Мара (богиња)
Мара је богиња љубави, заштитник дарежљиве земље, и извор смртничког саучешћа и разумевања религије Империјала у серијалу игара The Elder Scrolls компаније Бетезда Софтворкс. Скоро спомињана као универзална богиња, у митска времена била је реферисана као богиња плодности.

## Друге религије
У Скајриму, Мара је десна рука Кина, нордског бога муња. У Царству, она је Мајка-Богиња, обожавана у Доброчинству Маре. Она је понекад повезана са Ниром од „Ануада“, женски елемент космоса која је дала живот креацији. Зависно од религије, она је удата за Акатоша или Лоркана.

## Верници
Горе споменуто Доброчинство Маре је део Храма (следбеника Деветорице) опредељен за обожавање Маре, помагање и љубав према свим људима на свету. „Марини Лекари“ су једни од најбољих изцелитеља у царству. У Обливиону град Бравил има храм Доброчинства Маре, али у игрици зове се Велика Капела Маре. Марански Витезови су војна снага Доброчинства Маре. Они иду по градовима, убијају криминалце, уче народ вери и лече болесне.